# Dívčí Kopy
Dívčí Kopy (deutsch Ditschkop) ist eine Gemeinde in Tschechien. Sie befindet sich fünf Kilometer südwestlich von Kamenice nad Lipou und gehört zum Okres Jindřichův Hradec. Die Gemeinde hat 70 Einwohner.

## Geographie

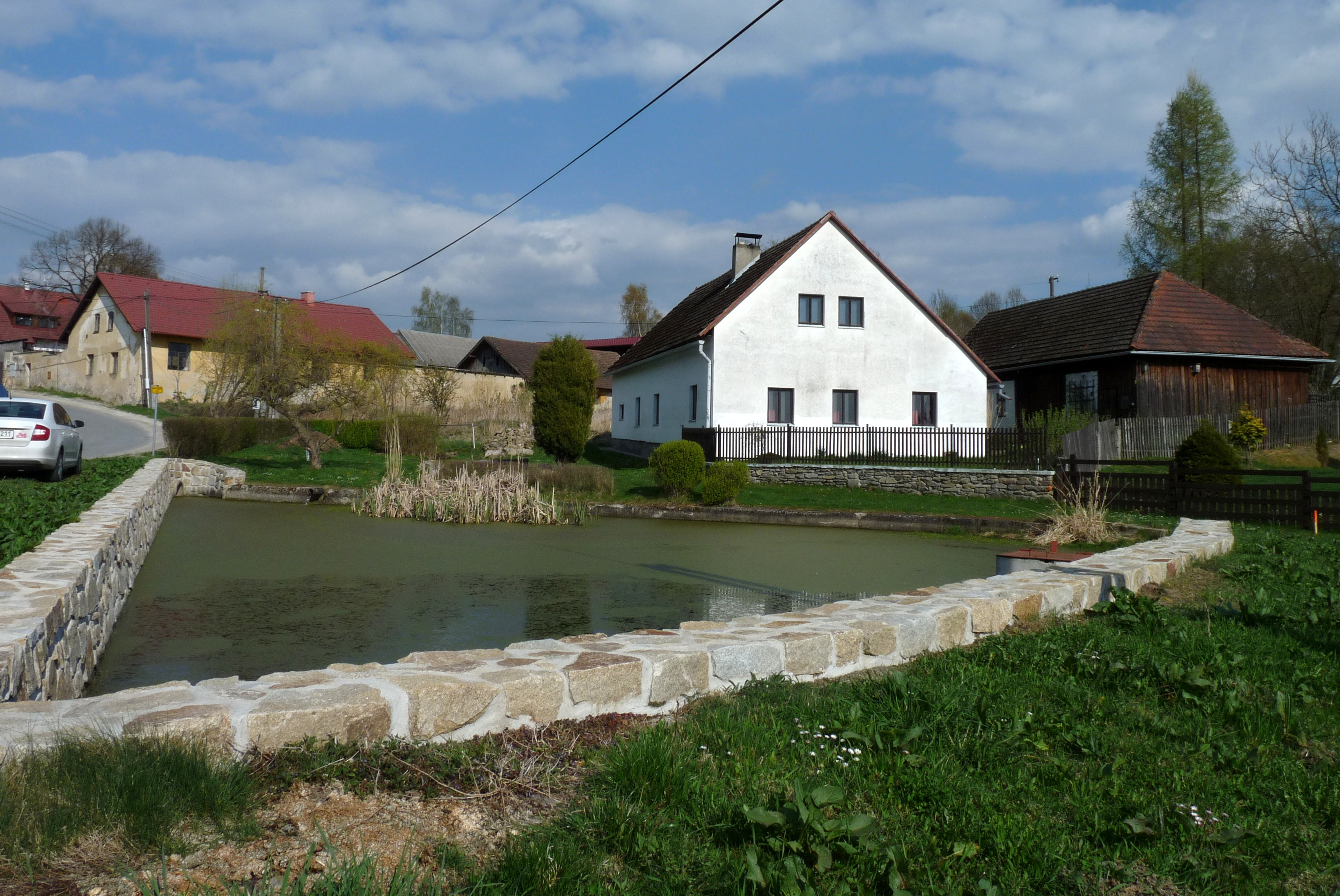
Dorfteich

Dívčí Kopy befindet sich im Süden der Böhmisch-Mährischen Höhe oberhalb des Tales der Rosička. Östlich des Dorfes erhebt sich der 602 m hohe Kostelík.
Nachbarorte sind Vlčetínec im Nordosten, Žďár im Osten, Hadravova Rosička im Süden, Okrouhlá Radouň im Südwesten, Horní Radouň im Westen sowie Starý Bozděchov im Nordwesten.

## Geschichte
Erstmals urkundlich erwähnt wurde das Dorf im Jahre 1420.

## Gemeindegliederung
Für die Gemeinde Dívčí Kopy sind keine Ortsteile ausgewiesen.